# Théâtre Le Public
 (août 2025).
Le théâtre « Le Public » est une salle de spectacle bruxelloise située à Saint-Josse-ten-Noode.

## Historique
Le Public est inauguré le 9 novembre 1994, établi dans les bâtiments de l'ancienne brasserie Aerts, et codirigé depuis lors par Michel Kacenelenbogen et Patricia Ide.
Les modifications faites au bâtiment lors de sa restauration sont l'œuvre de Luc D'Haenens.
Au fil des ans, le théâtre s’agrandit, pour offrir actuellement[Quand ?] des spectacles dans ses trois salles, et certaines saisons, également des représentations dans d’autres salles. Outre les spectacles de saison, des « esquisses » sont organisés dans l'espace appelé « les Planches ». Le théâtre abrite également 3 salles de restauration.